# لورا روس
لورا روس (بالإنجليزية: Laura Ross)‏ هي لاعبة شطرنج أمريكية، ولدت في 1988.

## وصلات خارجية
- لورا روس على موقع الاتحاد الدولي للشطرنج (الإنجليزية)
- لورا روس على موقع مباريات الشطرنج (الإنجليزية)
- لورا روس على موقع Chesstempo.com (الإنجليزية)
- لورا روس على موقع الاتحاد الأمريكي للشطرنج (الإنجليزية)